# Цесаціонізм
Цесаціонізм — це протестантська доктрина, згідно якої духовні дари, такі як розмова іншими мовами, пророцтво та зцілення, припинились з апостольською епохою. Такі погляди висловили такі реформатори як Джон Кальвін. Більш пізні події, як правило, зосереджувались і на інших духовних дарах завдяки появі п'ятидесятництва та харизматичного руху, що популяризували радикальний контуренціонізм — положення, що духовні дари призначені для всіх християн у будь-який вік.